# Fantastic Planet
Fantastic Planet è il terzo album in studio del gruppo musicale statunitense Failure, pubblicato il 13 agosto 1996 dalla Slash Records.
Si tratta dell'ultimo disco realizzato dal gruppo prima dello scioglimento del 1997, nonché l'ultimo pubblicato dall'etichetta Slash Records.

## Registrazione
Dopo le esperienze con Comfort e Magnified, dove i Failure sono stati seguiti nel processo di registrazione da produttori e tecnici esterni, con Fantastic Planet il trio decise di ricorrere alla totale autoproduzione, sotto la direzione tecnica del frontman Ken Andrews. Per l'occasione, il gruppo destinò il budget per le registrazioni in studio per l'affitto una villa di proprietà di Lita Ford a Sunland-Tujunga, Los Angeles, insieme alla strumentazione tecnica necessaria, sotto consiglio dei Medicine, che avevano registrato parte del loro terzo album Her Highness nella stessa casa. Si trattò nello specifico di una produzione molto economica per gli standard dell'epoca, in parte grazie alla significativa riduzione dei costi per via dell'affitto dei macchinari e del luogo, ma soprattutto grazie all'impiego della tecnologia di registrazione digitale via ADAT rispetto al classico registratore a nastro analogico. La presenza della sola strumentazione strettamente necessaria, di qualità non eccelsa, prefissò di fatto dei limiti che, da una parte stimolarono la creatività dei musicisti, dall'altra segnarono il sound del disco.
Le registrazioni vennero completate nell'arco di sette mesi, con un ritmo molto lento per via di dissidi creativi e anche perché la quasi totalità dei brani furono realizzati interamente al momento della registrazione, partendo nel caso di alcuni brani come Sergeant Politeness e Daylight da dei riff concepiti mentre il gruppo era in tournée. In merito a questo processo creativo – anticlassico rispetto allo schema che prevede inizialmente la scrittura di una demo, una revisione da parte del produttore, e poi lo studio delle parti per la registrazione finale – il trio l'ha definito determinante nel mantenere l'impatto e la magia dell'atto creativo, paragonandolo all'approccio di Stanley Kubrick, «che non prevede prove ma continue takes fino a che non succede qualcosa di interessante». Il batterista Kellii Scott ha descritto il processo come simile a quello di Pablo Picasso, «dove assisti alla nascita di un qualcosa», in antitesi rispetto all'approccio in presa diretta di Steve Albini del debutto Comfort.
Infine, il missaggio è stato curato da Andrews in due diverse fasi: i primi rough mix sono stati realizzati nella villa al termine delle registrazioni, con l'idea di ultimare il processo in uno studio esterno con attrezzatura specifica. La scelta ricadde sui Mad Hatter Studio, dove Andrews realizzò i mix di alcuni brani, che tuttavia non convinsero il gruppo a pieno. Si decise allora di missare il disco nella villa affittando dell'attrezzatura più performante. Per il processo di mastering, vennero comunque preferite le versioni di Saturday Savior, Pillowhead, Another Space Song e The Nurse Who Loved Me realizzate ai Mad Hatter.
La produzione è stata profondamente segnata dall'abuso di sostanze stupefacenti come l'eroina, soprattutto da parte di Greg Edwards. Se questa situazione ha permesso un certo tipo di inibizione e una conseguente spinta a livello creativo, ha anche favorito un clima di tensione che ha intaccato la stabilità del gruppo, portandolo allo scioglimento poco dopo l'uscita dell'album.

## Stile musicale
Fantastic Planet vede il gruppo cimentarsi in sonorità e strutture space rock che incorporano elementi da altri generi come tempi progressive, dinamica shoegaze e melodie pop. I Failure hanno giustificato questa scelta stilistica con la volontà di non essere più accostati al grunge mainstream che aveva caratterizzato i primi lavori, ispirati da Led Zeppelin e Helmet, sebbene ne mantenga una forte impronta. Trattandosi di un concept album, musicalmente i brani condividono le medesime sonorità e si susseguono senza soluzione di continuità, formando un loop.
Nello specifico, il disco è segnato dal lavoro svolto da Andrews ed Edwards nella realizzazione alternata delle parti di chitarra e basso: se da una parte il basso di Andrews ricorda da vicino una chitarra ritmica per via dell'impiergo di power chord rispetto alle più tipiche linee di Edwards, l'utilizzo della chitarra elettrica è pressoché simile tra i due, pesantemente dissonante e dai toni che richiamano al noise rock e all'ambient; paragonabile alla produzione dei My Bloody Valentine, si distinguono per una resa sonora ricca di dettagli e meno confusa. Al già denso muro di chitarre vengono sovrapposti campionamenti, loop e una pesante elaborazione sonora realizzata tramite l'instradamento di segnali microfonici in pedali per chitarra e tramite l'Eventide H3000, unica unità di effetti presente durante le registrazioni (prestata da Paul D'Amour dei Tool). Questa sperimentazione di effetti e suoni atipici spicca nei brani di maggior respiro del disco come la ballata Blank o i diversi skit presenti, intitolati Segue.

## Tematiche
I testi, scritti per la maggior parte da Edwards, nascondono dietro la tematica del viaggio spaziale temi come l'isolamento, l'alienazione, la dipendenza da stupefacenti e l'amore tossico. Vi sono anche citazioni dirette a opere di riferimento del genere fantascientifico come quella al film Solaris di Andrej Tarkovskij, a cui è dedicato l'omonimo brano, che presenta un campionamento di dialoghi da Sacrificio, altra pellicola di Tarkovskij.

Il titolo dell'album è un riferimento diretto al film d'animazione del 1973 Il pianeta selvaggio, distribuito negli Stati Uniti d'America con il titolo Fantastic Planet:
(Andrews ed Edwards parlando de Il pianeta selvaggio)
La copertina è ispirata a quella del romanzo fantascientifico Ritorno al domani di L. Ron Hubbard, realizzata da Ed Valigursky.

## Promozione
La pubblicazione di Fantastic Planet fu parte di un accordo siglato tra il trio e la Slash Records per la distribuzione di tre album. Tuttavia, nel bel mezzo del processo creativo, l'etichetta venne venduta alla London Records, di fatto scaricando i propri obblighi verso il gruppo. I Failure decisero comunque di portare a termine il disco, con Heliotropic e Daylight come ultimi brani ad essere stati completati. Dopo 18 mesi dove l'album venne proposto a diverse etichette, infine la Warner Records ne acquisì i diritti e ne fissò una distribuzione per l'agosto 1996, decidendo comunque di mantenere l'effigie della Slash.
La promozione da parte di Warner fu scarna, con l'album che, così come i precedenti non è riuscito ad ottenere discreti risultati di vendita. Il singolo di lancio scelto fu Stuck on You, per cui venne realizzato un video musicale ma nessuna distribuzione commerciale, diventato nel tempo il brano di maggior popolarità del trio.
Altri due singoli furono diffusi a carattere promozionale alle radio: Pitiful (febbraio 1997) e Saturday Saviour (luglio 1997), per i quali venne considerata l'idea di realizzare dei video, successivamente abbandonata a seguito dello scarso airplay ottenuto.
In supporto all'album il gruppo si è imbarcato in una tournée tra il 1996 e il 1997, dopo aver ingaggiato Troy Van Leeuwen come secondo chitarrista, conclusa con un'esibizione sul palco principale del Lollapalooza 1997.

## Eredità
Nonostante la fredda accoglienza all'epoca della sua uscita, negli anni Fantastic Planet è stato inserito in diverse classifiche dei migliori album della sua epoca, diventando un vero e proprio cult. Nel 2003 gli A Perfect Circle hanno realizzato una cover della tredicesima traccia The Nurse Who Loved Me, inclusa nel secondo album in studio Thirteenth Step, mentre nel 2006 il gruppo pop punk Paramore ha pubblicato una propria reinterpretazione di Stuck on You nel suo EP The Summer Tic EP, titolo tratto da una frase del brano stesso. Hayley Williams, frontman dei Paramore, ha successivamente eseguito dal vivo Daylight insieme a Andrews durante il concerto di beneficenza G*ve A F*ck LA il 5 febbraio 2025.
Nel 2014 i Failure hanno pubblicato una nuova versione di Solaris nel doppio singolo Solaris 2014/Shrine. Successivamente, nel 2015, con l'album successivo The Heart Is a Monster, hanno ripreso l'ordine dei Segue di Fantastic Planet, omaggiandolo riprendendo le sue tematiche e sonorità. Infine, nel 2016, in occasione del ventesimo anniversario del disco, il gruppo ha presentato un tour celebrativo dove ha suonato per intero l'album, immortalato nell'album dal vivo Fantastic Planet Live.

## Tracce
Testi e musiche di Ken Andrews e Greg Edwards.
1. Saturday Saviour – 4:27
2. Sergeant Politeness – 4:05
3. Segue 1 – 1:54
4. Smoking Umbrellas – 3:58
5. Pillowhead – 2:09
6. Blank – 5:38
7. Segue 2 – 1:17
8. Dirty Blue Balloons – 4:23
9. Solaris – 3:43
10. Pitiful – 4:45
11. Leo – 3:05
12. Segue 3 – 2:11
13. The Nurse Who Loved Me – 4:25
14. Another Space Song – 5:10
15. Stuck on You – 4:28
16. Heliotropic – 6:14
17. Daylight – 6:00

## Formazione
Hanno partecipato alle registrazioni, secondo le note di copertina:
Gruppo
- Ken Andrews – voce, chitarra, basso
- Greg Edwards – basso, contrabbasso, chitarra, percussioni, pianoforte
- Kellii Scott – batteria

Produzione
- Failure – produzione
- Ken Andrews – registrazione, missaggio
- Casey Stone – assistenza al missaggio (tracce 1, 5, 13 e 14)
- Tom Baker – mastering
- Inertia – concept copertina
- Priscilla Kleyn – impaginazione
- Michael Uhlenkott – pittura
- Syd Kato – fotografia